# Guido Cantelli
Guido Cantelli (27. april 1920 – 16. november 1956) var en italiensk dirigent.
Toscanini valgte ham til sin "åndelige arving" siden begyndelsen af hans karriere. Han blev udnævnt til musikalsk direktør for La Scala i november 1956, men hans lovende karriere men hans lovende karriere blev afbrudt allerede en uge senere da han, i en alder af kun 36 år, døde i et flystyrt i Paris, Frankrig.